# Australia al Junior Eurovision Song Contest
L'Australia ha debuttato al Junior Eurovision Song Contest 2015, sulla scia della partecipazione straordinaria al sessantesimo Eurovision Song Contest. Il supervisore esecutivo dell'evento, Vladislav Yakovlev, si è detto "eccitato di accogliere l'Australia al Junior Eurovision, dopo il successo di Guy Sebastian all'Eurovision di Vienna".
SBS ha trasmesso l'evento in Australia sin dalla sua prima edizione, nel 2003.
A causa del fuso orario, gli spettatori non hanno avuto la possibilità di televotare, ma i risultati australiani sono stati determinati unicamente dalla giuria nazionale. SBS ha comunque trasmesso l'evento in diretta.
La nazione è stata invitata a partecipare nel 2016, e ha confermato anche la partecipazione nel 2017 con la trasmissione su ABC.
In cinque partecipazioni è sempre rientrata nella top 10, con due terzi posti di fila, nel 2017 e nel 2018.
Si ritira a partire dal 2020 a causa delle restrizioni in vigore sui viaggi da e per l'Australia dovute alla pandemia di COVID-19.

## Partecipazioni
- Primo posto
- Secondo posto
- Terzo posto
- Ultimo posto

| Anno                                    | Artista         | Lingua  | Canzone      | Posizione | Posizione |
| Anno                                    | Artista         | Lingua  | Canzone      | Finale    | Punti     |
| --------------------------------------- | --------------- | ------- | ------------ | --------- | --------- |
| 2015                                    | Bella Paige     | Inglese | My Girls     | 8º        | 64        |
| 2016                                    | Alexa Curtis    | Inglese | We Are       | 5º        | 202       |
| 2017                                    | Isabella Clarke | Inglese | Speak Up     | 3º        | 172       |
| 2018                                    | Jael Wena       | Inglese | Champion     | 3º        | 201       |
| 2019                                    | Jordan Anthony  | Inglese | We Will Rise | 8º        | 121       |
| Nessuna partecipazione dal 2020 al 2025 |                 |         |              |           |           |

## Storia delle votazioni
Al 2019, le votazioni dell'Australia sono state le seguenti: 
Punti dati
| Posizione | Stato       | Punti |
| --------- | ----------- | ----- |
| 1         | Malta       | 51    |
| 2         | Bielorussia | 39    |
| 3         | Georgia     | 38    |
| 4         | Armenia     | 36    |
| 5         | Russia      | 23    |

Punti ricevuti
| Posizione | Stato       | Punti |
| --------- | ----------- | ----- |
| 1         | Georgia     | 52    |
| 2         | Paesi Bassi | 49    |
| 3         | Polonia     | 45    |
| 4         | Russia      | 45    |
| 5         | Ucraina     | 43    |